# Pilica funebris
Pilica funebris là một loài ruồi trong họ Asilidae. Pilica funebris được Artigas & Papavero & Pimentel miêu tả năm 1988.